# Järdnoaivi
Järdnoaivi är ett berg i Finland. Det ligger i Enontekis i landskapet Lappland, i den norra delen av landet, 1 000 km norr om huvudstaden Helsingfors. Toppen på Järdnoaivi är 981 meter över havet, eller 76 meter över den omgivande terrängen. Bredden vid basen är 2,7 km. Järdnoaivi ingår i Halti.
Terrängen runt Järdnoaivi är kuperad åt sydväst, men åt nordost är den platt.  Trakten runt Järdnoaivi är nära nog obefolkad, med mindre än två invånare per kvadratkilometer. Det finns inga samhällen i närheten. Omgivningarna runt Järdnoaivi är i huvudsak ett öppet busklandskap.